# Dunn Peak
Dunn Peak är en bergstopp i Kanada.   Den ligger i provinsen British Columbia, i den centrala delen av landet, 3 300 km väster om huvudstaden Ottawa. Toppen på Dunn Peak är 2 636 meter över havet.
Terrängen runt Dunn Peak är varierad. Dunn Peak är den högsta punkten i trakten. Trakten runt Dunn Peak är nära nog obefolkad, med mindre än två invånare per kvadratkilometer.. Det finns inga samhällen i närheten.
I omgivningarna runt Dunn Peak växer i huvudsak barrskog.